# 槟城国际体育竞技场
槟城国际体育竞技场（英語：Setia SPICE Arena），是位于马来西亚槟城州西南县峇央峇鲁的多功能建筑，设有国际会展中心和竞技场之功能。

## 背景

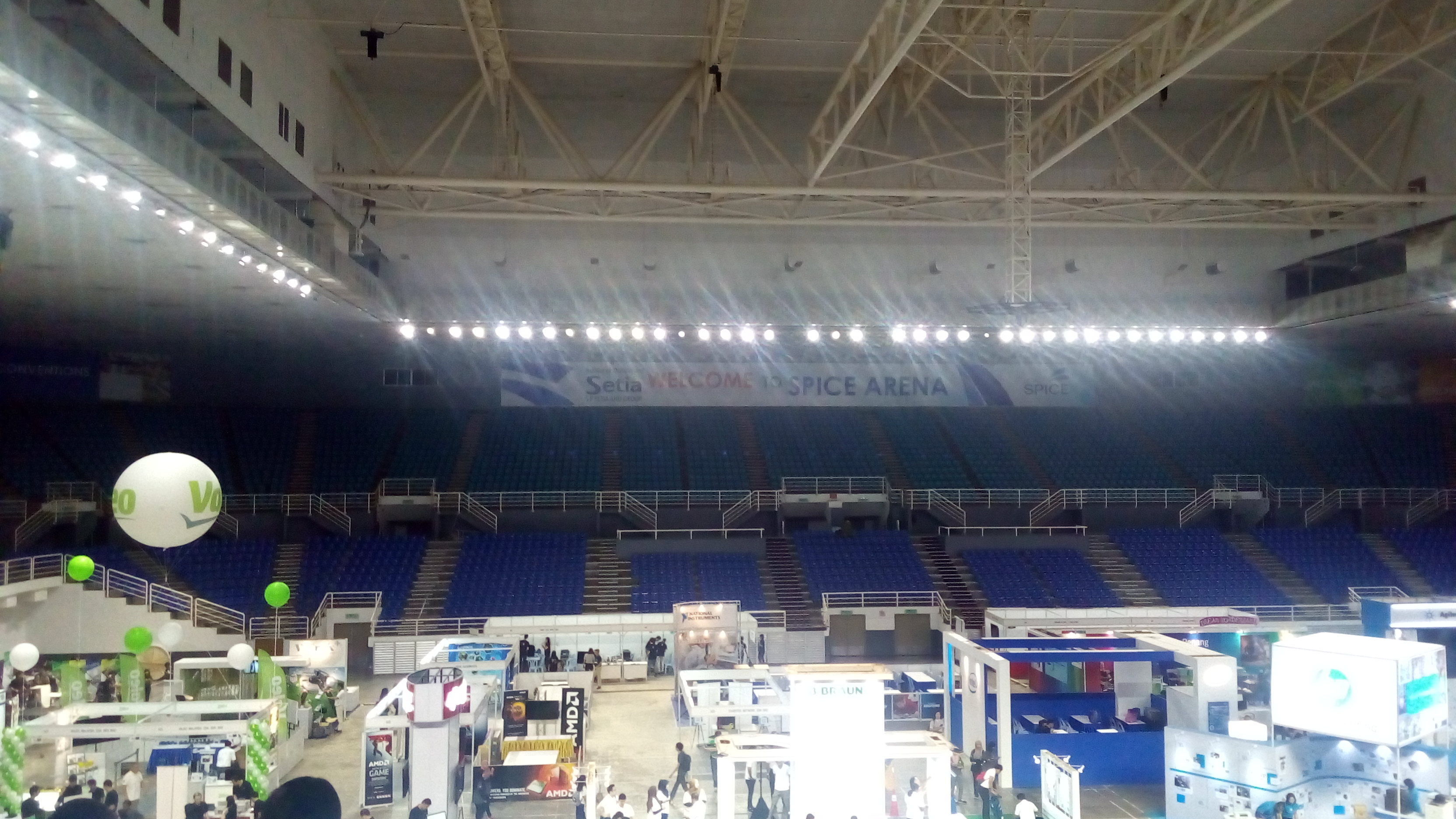
竞技场内部

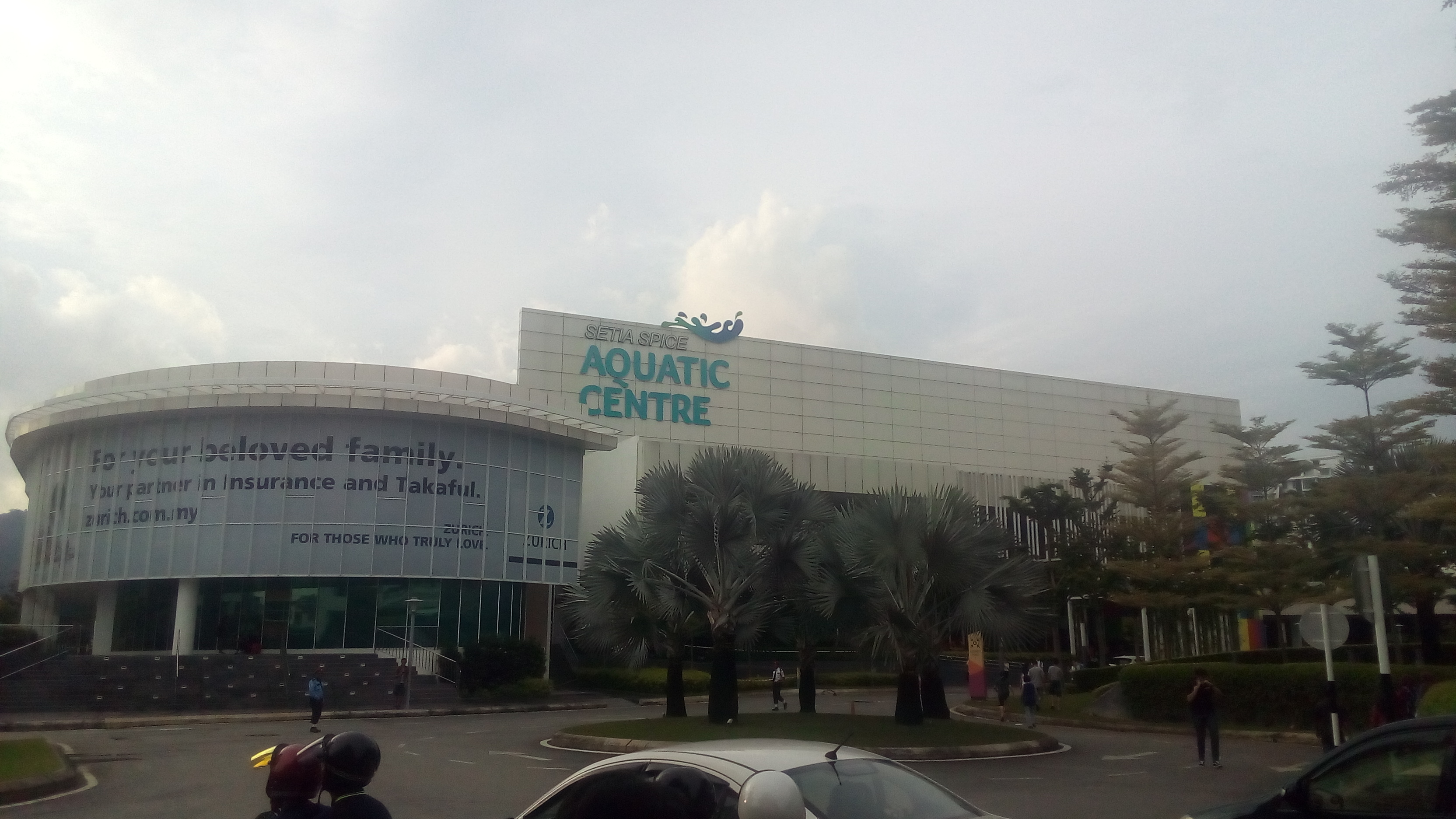
槟城国际会展中心的水上运动中心外观，是州内主要进行水上运动的地点

槟城国际会展中心计划的整个范围由五大设施组成，其中包括顶楼花园、国际会展中心、一座国际体育竞技场、四星级酒店、停车场和水上运动中心。
其中室内竞技场是巴生谷外最大的综合室内体育馆，并设有1万个固定座位和3千个可伸缩座位。该竞技场可容纳一个3000名的坐席宴会和140个标准展览柜台 该竞技场部分位于地面，同时位于体育馆2层。水上运动中心上方也有装置太阳能板，为场馆提供电源。

### 历史
该竞技场于2000年马来西亚运动会时建造，也是当时马来西亚运动会和2001年东南亚运动会的举办场所之一
。
2011年，槟岛市议会和马来西亚房地发展商实达集团（SP Setia）联营进行槟城国际会展中心（SPICE）提升翻新工程。该工程兴建成本达3亿令吉，建造公司也获得30年的管理权，逾期后将交还于槟岛市政厅新建的会展中心部分也于2017年完工，Amari星级酒店则预计在2020年完工。

## 主要活动
自2012年起，该会展中心都会在每年11月举办槟城国际科学展，是马来西亚最大规模的科学展览之一，并设有工作坊与竞赛免费开放予公众参与。
2013年1月12日，林忆莲举行《MMXIII世界巡回演唱会》槟城站。
2017年，韩国歌手Gary和Jessica也在竞技场内举行海外粉丝见面会。
2018年6月30日-7月1日，邓紫棋举行《Queen of Hearts 世界巡回演唱会》槟城站。
2019年2月14日，薛之谦举行《摩天大楼世界巡回演唱会》槟城站。

## 图片集

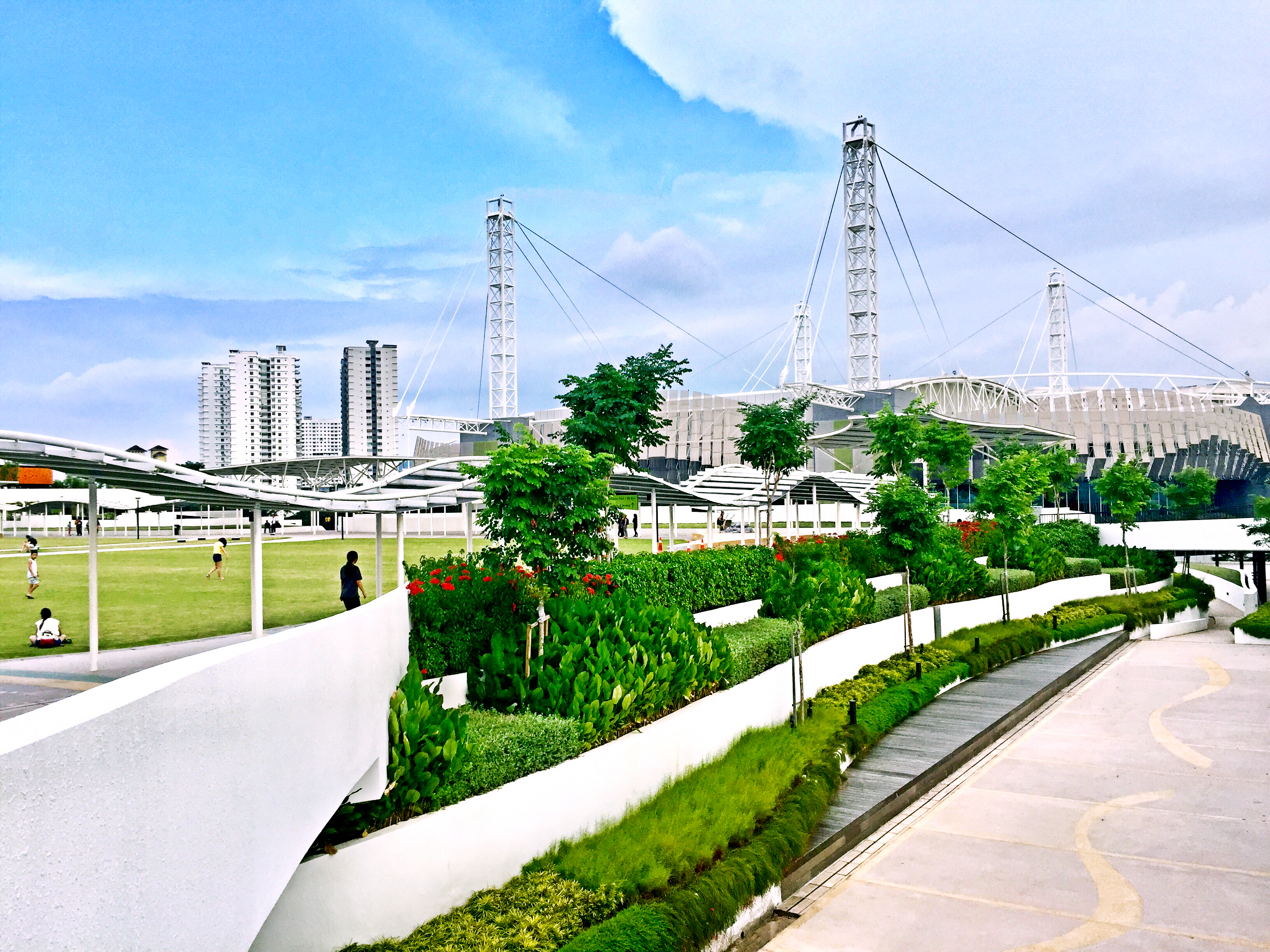
槟城国际会展中心一隅。
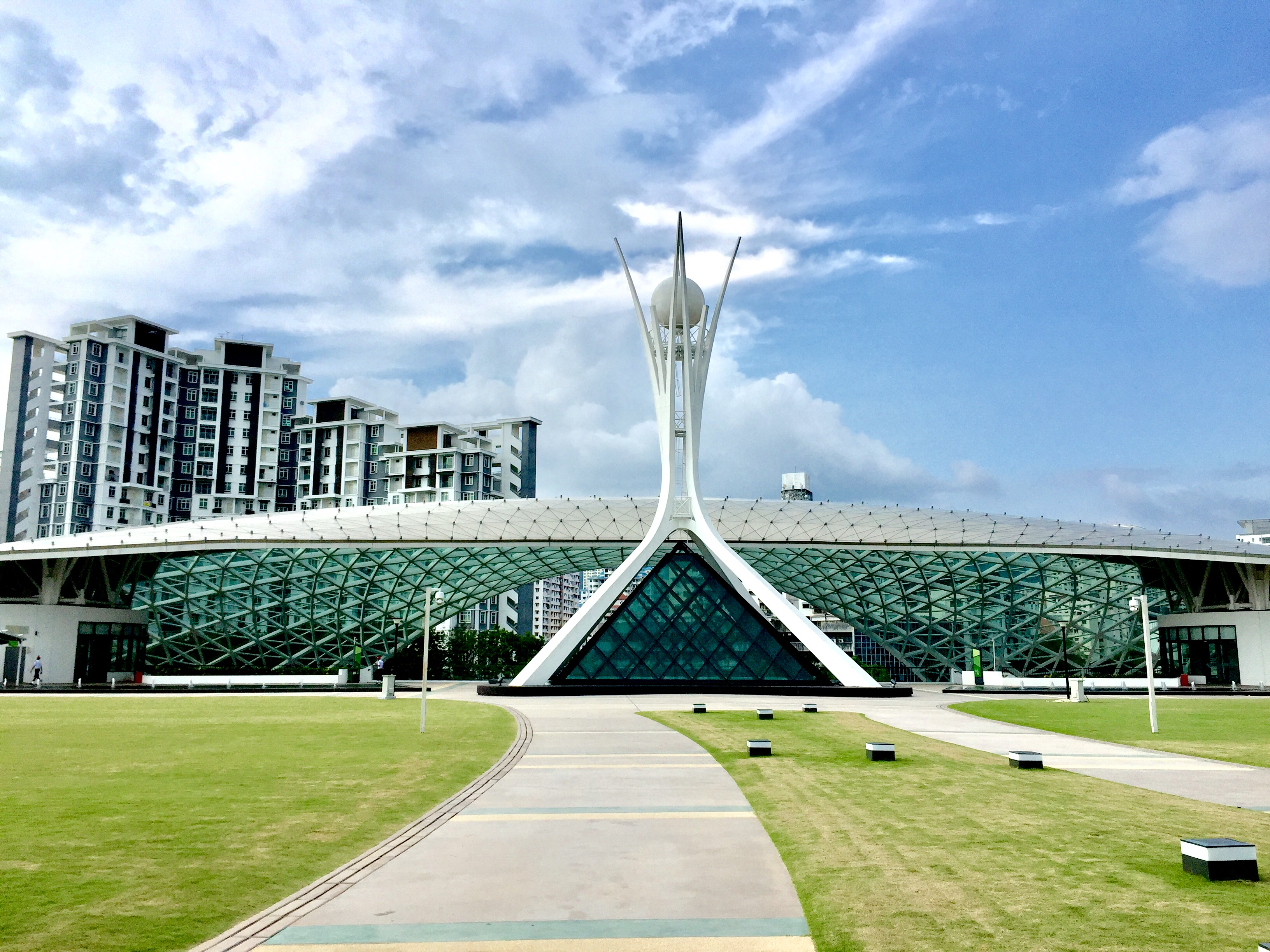
从内部广场望去的会展中心外观。